# Лорвілл (Вісконсин)
Лорвілл (англ. Lohrville) — селище (англ. village) в США, в окрузі Вошара штату Вісконсин. Населення — 434 особи (2020).

## Географія
Лорвілл розташований за координатами 44°2′17″ пн. ш. 89°7′16″ зх. д. / 44.03806° пн. ш. 89.12111° зх. д. (44.038153, -89.121158).  За даними Бюро перепису населення США в 2010 році селище мало площу 3,22 км², з яких 3,19 км² — суходіл та 0,03 км² — водойми.

## Демографія
Згідно з переписом 2010 року, у селищі мешкали 402 особи в 171 домогосподарстві у складі 114 родин. Густота населення становила 125 осіб/км².  Було 198 помешкань (62/км²).
Расовий склад населення:
| - 95,5 % — білих - 1,7 % — корінних американців - 0,5 % — чорних або афроамериканців - 0,5 % — азіатів - 1,0 % — осіб інших рас |

До двох чи більше рас належало 0,7 %. Частка іспаномовних становила 4,0 % від усіх жителів.
За віковим діапазоном населення розподілялося таким чином: 19,2 % — особи молодші 18 років, 62,9 % — особи у віці 18—64 років, 17,9 % — особи у віці 65 років та старші. Медіана віку мешканця становила 45,4 року. На 100 осіб жіночої статі у селищі припадало 90,5 чоловіків;  на 100 жінок у віці від 18 років та старших — 100,6 чоловіків також старших 18 років.
Середній дохід на одне домашнє господарство  становив 43 752 долари США (медіана — 35 000), а середній дохід на одну сім'ю — 54 239 доларів (медіана — 49 583). Медіана доходів становила 48 125 доларів для чоловіків та 27 500 доларів для жінок. За межею бідності перебувало 13,8 % осіб, у тому числі 18,9 % дітей у віці до 18 років та 12,4 % осіб у віці 65 років та старших.
Цивільне працевлаштоване населення становило 161 особа. Основні галузі зайнятості: виробництво — 28,0 %, освіта, охорона здоров'я та соціальна допомога — 28,0 %, транспорт — 11,8 %, будівництво — 9,3 %.